# Куфулё
Куфулё (фр. Coufouleux, окс. Confolèuç) — коммуна во Франции, находится в регионе Юг — Пиренеи. Департамент — Тарн. Входит в состав кантона Рабастан. Округ коммуны — Альби.
Код INSEE коммуны — 81070.

## География
Коммуна расположена приблизительно в 570 км к югу от Парижа, в 34 км северо-восточнее Тулузы, в 36 км к западу от Альби.
На северо-западе коммуны протекает река Тарн, а на юго-западе — её приток, река Агу.

## Климат
Климат умеренно-океанический. Зима мягкая и дождливая, лето жаркое с частыми грозами. Ветры довольно редки.

## Население
Население коммуны на 2010 год составляло 2260 человек.
| 1962 | 1968 | 1975 | 1982 | 1990 | 1999 | 2010 |
| ---- | ---- | ---- | ---- | ---- | ---- | ---- |
| 1264 | 1267 | 1384 | 1651 | 1987 | 2037 | 2260 |

## Администрация
| Период | Период | Фамилия                 | Партия        | Примечания               |
| ------ | ------ | ----------------------- | ------------- | ------------------------ |
| 1959   | 2001   | Эрве Ле Руж де Гердавид | Разные правые | член генерального совета |
| 2001   | 2014   | Пьер Вердье             | Разные левые  | член генерального совета |
| 2014   | 2020   | Оливье Даме             |               |                          |

## Экономика
В 2007 году среди 1348 человек в трудоспособном возрасте (15—64 лет) 990 были экономически активными, 358 — неактивными (показатель активности — 73,4 %, в 1999 году было 68,3 %). Из 990 активных работали 907 человек (489 мужчин и 418 женщин), безработных было 83 (33 мужчины и 50 женщин). Среди 358 неактивных 100 человек были учениками или студентами, 130 — пенсионерами, 128 были неактивными по другим причинам.